# Julie Kole
Julie Kole (1973) es una deportista estadounidense que compitió en natación. Ganó tres medallas en el Campeonato Pan-Pacífico de Natación de 1989, oro en 4 × 200 m libre, plata en 1500 m libre y bronce en 800 m libre.

## Palmarés internacional
| Campeonato Pan-Pacífico | Campeonato Pan-Pacífico | Campeonato Pan-Pacífico | Campeonato Pan-Pacífico |
| Año                     | Lugar                   | Medalla                 | Prueba                  |
| ----------------------- | ----------------------- | ----------------------- | ----------------------- |
| 1989                    | Tokio (Japón)           | Medalla de oro          | 4 × 200 m libre         |
| 1989                    | Tokio (Japón)           | Medalla de plata        | 1500 m libre            |
| 1989                    | Tokio (Japón)           | Medalla de bronce       | 800 m libre             |